# Las Cabanas (Òlt)
Las Cabanas (en francès Lascabanes) és un antic municipi francès, situat al departament de l'Òlt i a la regió d'Occitània.
El 2018 es va fusionar amb els municipis veïns de Sent Çaprian i Sent Laurenç de l'Òrmia per a formar el municipi de Sent Çaprian, las Cabanas e Sent Laurenç.

## Demografia
| 1962                                       | 1968 | 1975 | 1982 | 1990 | 1999 | 2007 |
| ------------------------------------------ | ---- | ---- | ---- | ---- | ---- | ---- |
| 161                                        | 198  | 173  | 161  | 157  | 167  | 182  |
| Des de 1962: població sense dobles comptes |      |      |      |      |      |      |

## Administració
| Període   | Identitat       | Partit |
| --------- | --------------- | ------ |
| 2001-2008 | Marc Espitalié  |        |
| 2008-     | Bernard Vignals |        |